# Aethionema huber-morathii
Aethionema huber-morathii är en korsblommig växtart som beskrevs av Peter Hadland Davis och Ian Charleson Hedge. Aethionema huber-morathii ingår i släktet Aethionema och familjen korsblommiga växter. Inga underarter finns listade i Catalogue of Life.